# Prima Kunst

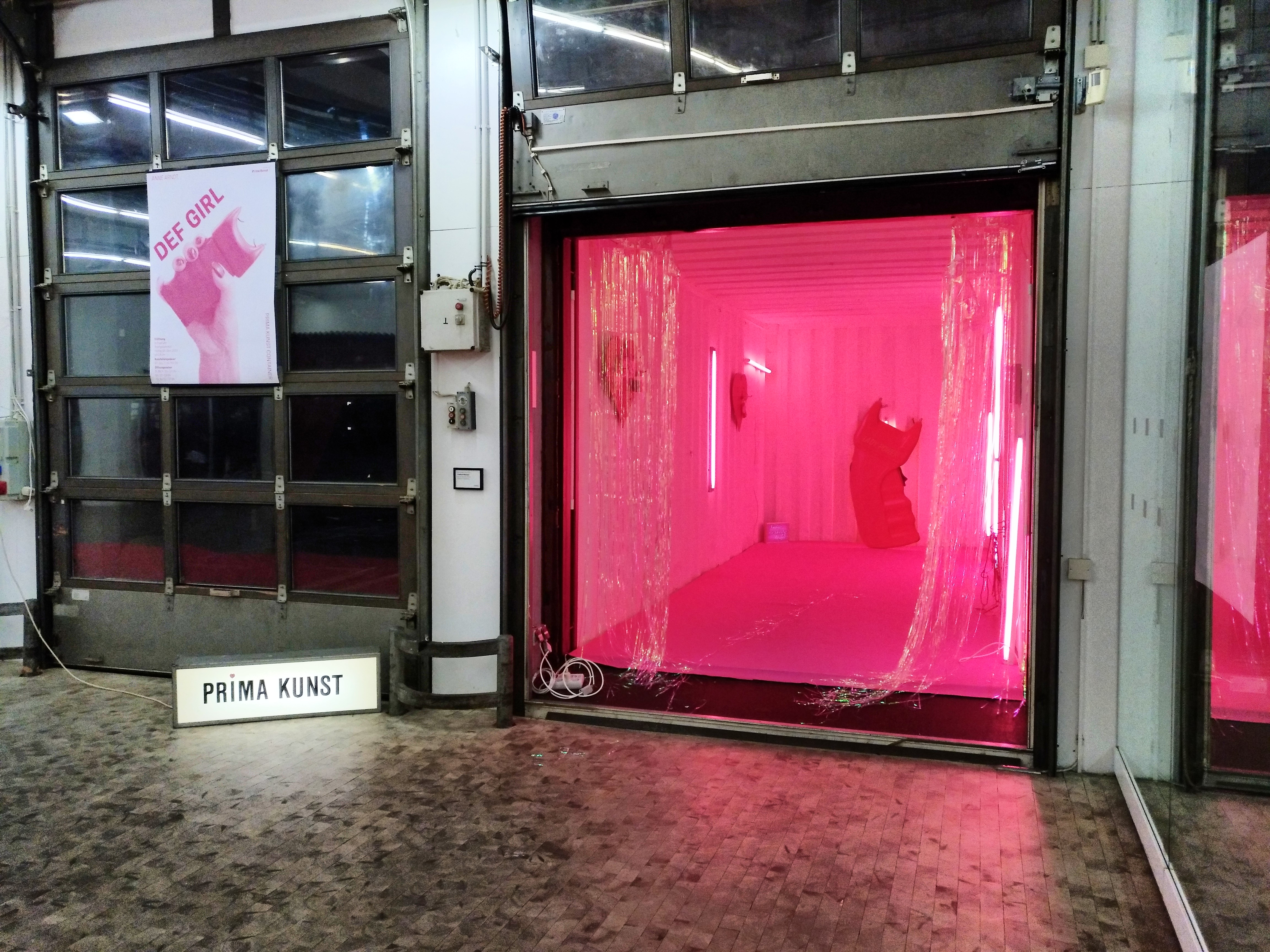
Der Ausstellungscontainer des Vereins in der Stadtgalerie Kiel mit der Installation „Def Girl“ von Anne Arndt

Prima Kunst ist eine Produzentengalerie, die 1986 in Kiel im Umfeld der damaligen Muthesius Kunst-FH Kiel, heute Muthesius Kunsthochschule Kiel, von Kunststudenten gegründet wurde. Zu diesem Zweck wurde als Träger der Verein für Prima Kunst von Frauke Drews, Vaclav Gatarik, F. Jörg Haberland, Peter Lange, Frithjof Meier, Aurel Rückner, Katja Plaehn (ehem. Al-Hadry) und Insa Winkler gegründet und ins Vereinsregister beim Amtsgericht Kiel eingetragen.
Der erste Ausstellungsraum wurde am Exerzierplatz in einem Loftgebäude eingerichtet, und bis zum Umzug 1989 an die neue Adresse Fleethörn in Kiel, genutzt. An diesen und weiteren Orten der Stadt wurden in den letzten 30 Jahren weit über 100 Ausstellungen eröffnet. Die über die Jahre wechselnde organisatorische Besetzung der Galerie bestreiten vornehmlich Künstler aus dem Hochschulumfeld. Seit 2003 beteiligen sich auch Kunsthistoriker von der Christian-Albrechts-Universität zu Kiel.
Die Besonderheit der Galerie liegt in ihrer dreißigjährigen Tradition und Idee. Seit 2003 steht der Galerie auch ein Projektraum in Form eines der Stadtgalerie Kiel angeschlossenen ISO-Containers zur Verfügung. Mit diesem Container betreiben die derzeitigen Organisatoren (Felisha Bahadur, Yasmin Birkandan, Ina Gajewski, Fatma Gültas, Livia Hanson, Robert Hecht, Nina Resl, David Scheffler, Daniela Takeva) einen Projekt- und Konzeptraum, in dem regionale, nationale und internationale Künstler in zweimonatlichem Wechsel Arbeiten präsentieren.
Es ist ein alternativer Projektraum für junge, aufstrebende Künstler aus Deutschland und dem Ausland. Zweck der Institution ist es, die junge Kunstszene der Region zu beleben, unetablierte zeitgenössische Künstler zu fördern und regionale, überregionale und internationale Netzwerke aufzubauen und zu pflegen. Die Eröffnungen sind mit denen der Stadtgalerie synchronisiert. Neben den regelmäßigen Ausstellungen im Prima Kunst Container wurden mehrere Großveranstaltungen organisiert.